# Vila Cova do Covelo
Vila Cova do Covelo is een plaats (freguesia) in de Portugese gemeente Penalva do Castelo en telt 317 inwoners (2001).